# Чемпіонат України з футболу 1992—1993
Чемпіонат України з футболу 1992-93 — другий чемпіонат України і перший, що проводився за системою «осінь-весна». Чемпіоном стало київське «Динамо», яке лише за різницею забитих і пропущених голів випередило дніпропетровський «Дніпро».

## Історія
Сезон 1992-93 став останнім у 90-х роках, коли будь-який клуб зміг скласти серйозну конкуренцію «Динамо». Таким клубом став «Дніпро», в якого була дуже талановита молода команда (чемпіони СРСР 1991 року серед дублерів), одразу декільком гравцям якої у майбутньому судилося перейти до динамівського клубу.
На відміну від першого чемпіонату, який був фактично перехідним, команди не було розбито на групи і доля чемпіонства вирішувалася за результатами ігор впродовж усього сезону. Тому імовірність великих несподіванок, на кшталт перемоги у першому чемпіонаті «Таврії», яка навіть не грала у вищій лізі СРСР, було зведено до мінімуму. Сама «Таврія» посіла лише 10-те місце.

## Вища ліга

### Підсумкова таблиця
| М  | Команда                    | І  | В  | Н  | П  | РМ    | О  |
| -- | -------------------------- | -- | -- | -- | -- | ----- | -- |
|    | «Динамо» (Київ)            | 30 | 18 | 8  | 4  | 59−14 | 44 |
|    | «Дніпро» (Дніпропетровськ) | 30 | 18 | 8  | 4  | 51−20 | 44 |
|    | «Чорноморець» (Одеса)      | 30 | 17 | 4  | 9  | 43−31 | 38 |
| 4  | «Шахтар» (Донецьк)         | 30 | 11 | 12 | 7  | 44−32 | 34 |
| 5  | «Металіст» (Харків)        | 30 | 12 | 7  | 11 | 37−34 | 31 |
| 6  | «Карпати» (Львів)          | 30 | 10 | 10 | 10 | 37−38 | 30 |
| 7  | «Металург» (Запоріжжя)     | 30 | 10 | 9  | 11 | 38−35 | 29 |
| 8  | «Кривбас» (Кривий Ріг)     | 30 | 8  | 11 | 11 | 27−40 | 27 |
| 9  | «Кремінь» (Кременчук)      | 30 | 8  | 11 | 11 | 23−40 | 27 |
| 10 | «Таврія» (Сімферополь)     | 30 | 11 | 4  | 15 | 30−39 | 26 |
| 11 | «Волинь» (Луцьк)           | 30 | 10 | 6  | 14 | 37−54 | 26 |
| 12 | «Буковина» (Чернівці)      | 30 | 9  | 8  | 13 | 27−32 | 26 |
| 13 | «Торпедо» (Запоріжжя)      | 30 | 9  | 7  | 14 | 32−40 | 25 |
| 14 | «Нива» (Тернопіль)         | 30 | 8  | 9  | 13 | 22−25 | 25 |
| 15 | «Зоря-МАЛС» (Луганськ)     | 30 | 10 | 4  | 16 | 26−46 | 24 |
| 16 | «Верес» (Рівне)            | 30 | 9  | 6  | 15 | 29−42 | 24 |

У зв'язку з розширенням вищої ліги до 18-ти команд, «Зоря-МАЛС» (Луганськ) і «Верес» (Рівне) зберегли прописку у вищій лізі.
Позначення:

### Найкращі бомбардири
| Місце | Гравець          | Клуб                 | Голи (пен.) | Матчі |
| ----- | ---------------- | -------------------- | ----------- | ----- |
| 1     | Сергій Гусєв     | Чорноморець (Одеса)  | 17 (2)      | 29    |
| 2     | Віктор Леоненко  | Динамо (Київ)        | 16 (3)      | 27    |
| 3     | Ігор Ніченко     | Кривбас (Кривий Ріг) | 12 (2)      | 29    |
| 4-7   | Сергій Ателькін  | Шахтар (Донецьк)     | 11          | 29    |
| 5-7   | Вадим Колесник   | Металіст (Харків)    | 11          | 28    |
| 6-7   | Олег Матвєєв     | Шахтар (Донецьк)     | 11          | 27    |
| 7-7   | Талят Шейхаметов | Таврія (Сімферополь) | 11          | 28    |
| 8     | Роман Бондаренко | Торпедо (Запоріжжя)  | 10          | 30    |

## Перша ліга

### Підсумкова таблиця
| М  | Команда                          | І  | В  | Н  | П  | РМ    | О  |
| -- | -------------------------------- | -- | -- | -- | -- | ----- | -- |
|    | «Нива» (Вінниця)                 | 42 | 24 | 14 | 4  | 73−26 | 62 |
|    | «Темп» (Шепетівка)               | 42 | 25 | 8  | 9  | 68−48 | 58 |
|    | «Нафтовик» (Охтирка)             | 42 | 22 | 10 | 10 | 73−41 | 54 |
| 4  | «Ворскла» (Полтава)              | 42 | 21 | 9  | 12 | 57−46 | 51 |
| 5  | «Прикарпаття» (Івано-Франківськ) | 42 | 18 | 14 | 10 | 53−35 | 50 |
| 6  | «Поліграфтехніка» (Олександрія)  | 42 | 19 | 10 | 13 | 69−39 | 48 |
| 7  | «Евіс» (Миколаїв)                | 42 | 18 | 11 | 13 | 60−39 | 47 |
| 8  | «Норд-Ам-Поділля» (Хмельницький) | 42 | 15 | 16 | 11 | 45−39 | 46 |
| 9  | «Хімік» (Сєвєродонецьк)          | 42 | 17 | 9  | 16 | 66−65 | 43 |
| 10 | «Сталь» (Алчевськ)               | 42 | 16 | 10 | 16 | 40−37 | 42 |
| 11 | «Скала» (Стрий)                  | 42 | 15 | 11 | 16 | 49−58 | 41 |
| 12 | СК «Одеса» (Одеса)               | 42 | 15 | 10 | 17 | 54−61 | 40 |
| 13 | «Металург» (Нікополь)            | 42 | 13 | 14 | 15 | 43−50 | 40 |
| 14 | «Кристал» (Чортків)              | 42 | 14 | 9  | 19 | 37−61 | 37 |
| 15 | «Динамо-2» (Київ)                | 42 | 10 | 17 | 15 | 48−39 | 37 |
| 16 | «Закарпаття» (Ужгород)           | 42 | 13 | 10 | 19 | 45−56 | 36 |
| 17 | «Автомобіліст» (Суми)            | 42 | 13 | 10 | 19 | 39−61 | 36 |
| 18 | «Артанія» (Очаків)               | 42 | 15 | 5  | 22 | 42−73 | 35 |
| 19 | «Десна» (Чернігів)               | 42 | 13 | 9  | 20 | 42−49 | 35 |
| 20 | «Приладист» (Мукачеве)           | 42 | 12 | 11 | 19 | 38−53 | 35 |
| 21 | «Рось» (Біла Церква)             | 42 | 10 | 15 | 17 | 40−48 | 35 |
| 22 | «Шахтар» (Павлоград)             | 42 | 6  | 4  | 32 | 35−92 | 16 |

Позначення:

### Найкращі бомбардири
| Місце | Гравець            | Клуб           | Голи (пен.) | Матчі |
| ----- | ------------------ | -------------- | ----------- | ----- |
| 1     | Роман Григорчук    | «Прикарпаття»  | 26 (9)      | 40    |
| 2     | Юрій Овчаренко     | «Десна» «Нива» | 24          | 41    |
| 3     | Руслан Забранський | «Евіс»         | 17 (4)      | 30    |
| 4     | Олександр Піндєєв  | «Ворскла»      | 17 (1)      | 38    |

## Друга ліга

### Підсумкова таблиця
| М  | Команда                     | І  | В  | Н  | П  | РМ    | О  |
| -- | --------------------------- | -- | -- | -- | -- | ----- | -- |
|    | «Дніпро» (Черкаси)          | 34 | 20 | 9  | 5  | 59−33 | 49 |
|    | «Хімік» (Житомир)           | 34 | 20 | 9  | 5  | 53−29 | 49 |
|    | «Явір» (Краснопілля)        | 34 | 17 | 7  | 10 | 42−27 | 41 |
| 4  | «Зірка» (Кіровоград)        | 34 | 16 | 9  | 9  | 50−33 | 41 |
| 5  | «Меліоратор» (Каховка)      | 34 | 16 | 9  | 9  | 45−37 | 41 |
| 6  | «Чайка» (Севастополь)       | 34 | 13 | 10 | 11 | 57−45 | 36 |
| 7  | «Газовик» (Комарно)         | 34 | 13 | 8  | 13 | 37−47 | 34 |
| 8  | «Бажановець» (Макіївка)     | 34 | 11 | 11 | 12 | 38−45 | 33 |
| 9  | «Галичина» (Дрогобич)       | 34 | 13 | 6  | 15 | 42−40 | 32 |
| 10 | «Таврія» (Херсон)           | 34 | 12 | 8  | 14 | 33−29 | 32 |
| 11 | «Шахтар-2» (Донецьк)        | 34 | 10 | 12 | 12 | 33−30 | 32 |
| 12 | «Вагонобудівник» (Стаханов) | 34 | 11 | 8  | 15 | 39−44 | 30 |
| 13 | «Азовець» (Маріуполь)       | 34 | 9  | 11 | 14 | 34−47 | 29 |
| 14 | «Дружба» (Осипенко)         | 34 | 8  | 12 | 14 | 30−49 | 28 |
| 15 | «Дністер» (Заліщики)        | 34 | 11 | 5  | 18 | 30−45 | 27 |
| 16 | «Чорноморець-2» (Одеса)     | 34 | 8  | 11 | 15 | 36−43 | 27 |
| 17 | «Титан» (Армянськ)          | 34 | 10 | 6  | 18 | 42−54 | 26 |
| 18 | ЦСК ЗСУ (Київ)              | 34 | 9  | 7  | 18 | 27−50 | 25 |

Позначення:

### Найкращі бомбардири
|   | Гравець           | Клуб                    | Ігри | Голи (пен.) |
| - | ----------------- | ----------------------- | ---- | ----------- |
| 1 | Степан Матвіїв    | «Дніпро» (Черкаси)      | 33   | 20 (8)      |
| 2 | Василь Герасімчук | «Чайка» (Севастополь)   | 34   | 15 (5)      |
| 3 | Олег Вєтров       | «Бажановець» (Макіївка) | 27   | 13 (6)      |

## Перехідна ліга

### Підсумкова таблиця
| М  | Команда                       | І  | В  | Н  | П  | РМ    | О  |
| -- | ----------------------------- | -- | -- | -- | -- | ----- | -- |
|    | «Нафтохімік» (Кременчук)      | 34 | 21 | 10 | 3  | 56−26 | 52 |
|    | «Динамо» (Луганськ)           | 34 | 19 | 12 | 3  | 66−32 | 50 |
|    | «Антрацит» (Кіровське)        | 34 | 22 | 5  | 7  | 46−32 | 49 |
| 4  | «Нива-Борисфен» (Миронівка)   | 34 | 19 | 7  | 8  | 45−28 | 45 |
| 5  | «Войковець» (Керч)            | 34 | 17 | 8  | 9  | 47−32 | 42 |
| 6  | «Прометей» (Шахтарськ)        | 34 | 13 | 16 | 5  | 43−21 | 42 |
| 7  | «Фрунзенець» (Фрунзе)         | 34 | 13 | 11 | 10 | 48−29 | 37 |
| 8  | «Авангард» (Жидачів)          | 34 | 13 | 10 | 11 | 41−32 | 36 |
| 9  | «Електрон» (Ромни)            | 34 | 12 | 10 | 12 | 37−36 | 34 |
| 10 | «Промінь» (Воля-Баранецька)   | 34 | 14 | 4  | 16 | 46−43 | 32 |
| 11 | «Торпедо» (Мелітополь)        | 34 | 12 | 6  | 16 | 39−41 | 30 |
| 12 | «Фетровик» (Хуст)             | 34 | 13 | 2  | 19 | 29−35 | 28 |
| 13 | «Шахтар» (Горлівка)           | 34 | 9  | 8  | 17 | 33−44 | 26 |
| 14 | «Олімпік» (Харків)            | 34 | 7  | 10 | 17 | 35−56 | 24 |
| 15 | «Сілур» (Харцизьк)            | 34 | 8  | 7  | 19 | 25−54 | 23 |
| 16 | «Лисоня» (Бережани)           | 34 | 7  | 9  | 18 | 20−53 | 23 |
| 17 | «Море» (Феодосія)             | 34 | 7  | 8  | 19 | 19−39 | 22 |
| 18 | «Прометей» (Дніпродзержинськ) | 34 | 4  | 9  | 21 | 26−68 | 17 |

### Найкращі бомбардири
|   | Гравець          | Клуб                   | Ігри | Голи (пен.) |
| - | ---------------- | ---------------------- | ---- | ----------- |
| 1 | Олег Голубєв     | «Антрацит» (Кіровське) | 28   | 14          |
| 1 | Костянтин Пінчук | «Динамо» (Луганськ)    | 28   | 14          |
| 3 | Замір Селімов    | «Фрунзенець» (Фрунзе)  | 31   | 14 (3)      |

## Підсумки
- Жоден клуб не вилетів у першу лігу, оскільки Федерація футболу України вирішила розширити лігу до 18 клубів у наступному сезоні.
- Здобули путівки у вищу лігу команди першої ліги «Нива» (Вінниця) і «Темп» (Шепетівка).
- Вилетіли у другу лігу: «Рось» (Біла Церква), «Шахтар» (Павлоград).
- Здобули путівки у першу лігу команди другої ліги: «Дніпро» (Черкаси), «Хімік» (Житомир).
- Вилетіли в перехідну лігу: ЦСК ЗСУ (Київ).
- Здобули путівки у другу лігу команди перехідної ліги: «Нафтохімік» (Кременчук), «Динамо» (Луганськ), «Войковець» (Керч).
- «Антрацит» (Кіровське) знявся із змагань перед початком нового сезону і його місце у другій лізі зайняла шоста команда перехідної ліги «Прометей» (Шахтарськ), а команда «Сілур» (Харцизьк) зберегла прописку в перехідній лізі на наступний сезон.
- «Нива-Борисфен» (Миронівка) після закінчення сезону була розділена на два клуби — «Борисфен» (Бориспіль), що зайняв місце «Ниви-Борисфен» у другій лізі, і «Нива-Космос», що розпочала виступи з перехідної ліги.
- Перехідну лігу в наступному сезоні поповнили переможці чемпіонату України серед аматорів: «Сіріус» (Жовті Води), «Гарт» (Бородянка), «Оскіл» (Куп'янськ), «Хутровик» (Тисмениця), «Бескид» (Надвірна), «Сурож» (Судак), а також команди: «Медик» (Моршин), «Віктор» (Запоріжжя), ФК «Львів».